# Paul Ledoux
Paul Ledoux, belgijski astronom in astrofizik, * 8. avgust 1914, Forrières, Belgija, † 6. oktober 1988.
Ledoux je bil strokovnjak na področju stabilnosti zvezd. Med letoma 1933 in 1937 je študiral fiziko na Univerzi v Liègu.
Leta 1964 je prejel Francquijevo nagrado za eksaktne znanosti. V letu 1972 je prejel Eddingtonovo medaljo Kraljeve astronomske družbe za raziskave problemov zvezdne stabilnosti in spremenljivk. Leta 1976 je prejel nagrado Julesa Janssena Francoskega astronomskega društva.